# Kirche Hl. Cosmas und Damian (Gornja Mikuljana)
Die Kirche Hl. Ärzte Cosmas und Damian (serbisch: Црква Светих врачева Козме и Дамјана, Crkva Svetih vračeva Kozme i Damjana) in Gornja Mikuljana, einem Dorf in der Opština Kuršumlija, ist eine serbisch-orthodoxe Kirche im südöstlichen Serbien.
Das um 1930 erbaute Kirchengebäude ist zu Ehren der Ärzte und Brüder, der Hll. Cosmas und Damian geweiht und ist eine Filialkirche der Kirchengemeinde sowie der drei Pfarreien Kuršumlija im Dekanat Kosanica der Eparchie Niš der Serbisch-Orthodoxen Kirche.

## Lage
Die Kirche steht auf einer Höhe von 460 Metern an einem sanften Hang, versteckt in einem Wäldchen, im Dorf Gornja Mikuljana, dass sich etwa zwei Kilometer oberhalb der Gemeindehauptstadt Kuršumlija im Okrug Toplica befindet. Von der Kirche hat man einen guten Aussichtsblick auf die Stadt Kuršumlija und die umgebenden Hügel. 
Das Gotteshaus steht in freier Natur und etwa zehn Meter auf der rechten Seite von der Kirche entfernt, befindet sich der Glockenturm der Kirche, bestehend aus einer Eisenkonstruktion, die mit einem Blechdach bedeckt ist. Auch stehen in Nachbarschaft der Kirche ein Ständer zum Kerzenentzünden, ein kleines Kirchenhäuschen und ein Kirchenbrunnen.
Nach einer alten Volkslegende der Gegend wachsen rund um die Kirche, 12 Eichenbäume, die sich der Überlieferung nach wie die 12 Heiligen großen Apostel erheben und unentwegt das Heilige Evangelium lesen.

## Geschichte
Den alten Überlieferungen zufolge reichen die Ursprünge dieser Kirche bis in das 13. Jahrhundert, zur Zeit der Dynastie der Nemanjiden und in die Ära des Begründers der serbisch-orthodoxen Kirche, den Hl. Sava von Serbien, zurück. Damals wurde das Dorf Nikoljana genannt, denn das gesamte Dorfgebiet gehörte zum Besitz des Klosters Hl. Nikolaus, in der Nähe der damals genannten Stadt Bela Crkva (dem heutigen Kuršumlija). 
Mit der Zeit begannen sich die Menschen an diesem Ort bei einem in den Boden getriebenen Stein zu versammeln, der schnell als wundertätig galt und die Gläubigen weihten diesen heiligen Ort und die darauf erbaute Kirche  zu Ehren der  Hll. Cosmas und Damian. Der wundertätige Stein steht noch heute, in den Boden getrieben, direkt vor dem Altar und neben dem Chor.
Im Laufe der Jahrhunderte, vor allem zur Zeit der osmanischen Herrschaft, wurde das Gotteshaus mehrmals von den Türken devastiert. Und von der Bevölkerung wieder aufgebaut. Während der beiden Türkenfeldzüge 1690 und 1737 wurde diese Kirche niedergebrannt und zerstört. 
Nach der letzten Zerstörung im 18. Jahrhundert wurde die Kirche im damaligen Königreich Jugoslawien um 1930 in ihrer heutigen Erscheinungsform wieder erneuert.
Doch auch die Kriege des 20. Jahrhunderts hinterließen Spuren am Gotteshaus. Bei der im Verlauf des Kosovokrieges durchgeführten Operation Allied Force im Jahre 1999, beschädigte eine in der Nähe stattfindende Bombenexplosion, die Kirche schwer. Dank der Beiträge der Dorfbewohner und verschiedener Wohltäter sowie der Kirchengemeinde Kuršumlija, wurde das Kirchengebäude, vollständig renoviert und wiederaufgebaut. Am 7. November 2010 wurde das Gotteshaus vom damaligen serbischen Patriarchen und Verwalter der Eparchie Niš, Irinej, mit der Assistenz von mehreren Geistlichen und dem Dasein von vielen Gläubigen, feierlich neu eingeweiht.
Einmal im Jahr treffen sich die Dorfbewohner und viele andere Gläubige zur Slava der Kirche in einer großen Versammlung zusammen.

## Architektur
Das einschiffige Kirchengebäude ist in der Form eines Trikonchos konzipiert und in einer modernen Adaption des traditionellen serbisch-byzantinischen Stils, in Anlehnung des Typus der Morava-Schule, mit einer außen und innen dreiseitig geformten Altar-Apsis im Osten, ebenfalls von außen und innen dreiseitigen Seitenchören im östlichen Teil des Naos, einer kleinen achteckigen Tambourkuppel, die fast direkt aus dem Kirchendach herausragt und einem Narthex mitsamt einem angebauten kleinen Kirchturm im Westen, erbaut worden.
Die Kirche wurde abwechselnd aus Stein und Ziegeln unter Verwendung von Kalkmörtel gebaut. Die Außenfassaden sind verputzt und rosa angestrichen. Neben dem Haupteingang im Westen, der sich im Erdgeschoss des angebauten von vier Pfeilern gestützten Kirchturms befindet, gibt es auch einen Nebeneingang an der Südfassade der Kirche. Über dem Haupteingang befindet sich eine Patronatsfreske der Hll. Gebrüder Cosmas und Damian. 
Die Kirche besitzt zwei Kirchenkreuze, eines auf der Spitze des Kirchturmes und das andere auf der Spitze der Kuppel. Das Dach ist mit Ziegeln bedeckt. Und das Kirchengebäude besitzt sieben Kirchenfenster. 
Die Ikonostase und die auf ihr befindlichen Ikonen sind das Werk eines unbekannten Autors. Das Innere der Kirche war zunächst nicht mit Fresken bemalt. In den letzten Jahren wurde das Kircheninnere mit byzantinischen Fresken ausgemalt.